# Саутгейт, Гарет
Сэр Га́рет Са́утгейт (англ. Sir Gareth Southgate; 3 сентября 1970 года, Уотфорд) — английский футболист, центральный защитник, ныне тренер. Бывший игрок сборной Англии, участник двух чемпионатов Европы (1996, 2000) и двух чемпионатов мира (1998, 2002). Главный тренер сборной Англии с сентября 2016 года по июль 2024 года. Офицер ордена Британской империи (OBE, 2018).

## Клубная карьера

### «Кристал Пэлас» (1988—1995)
В 1988 году попал в «Кристал Пэлас». Первую игру за лондонцев провёл в сезоне 1990/91 (он стала для него единственной в том сезоне). Уже со следующего сезона стал стабильным игроком основы. Играл в центре полузащиты. В скором времени сумел стать капитаном команды. В команде получил прозвище «Норд», поскольку его голос тренерам отчасти напоминал голос британского комика и телеведущего Дениса Нордена.

### «Астон Вилла» (1995—2001)
В 1995 году перешёл в бирмингемскую «Астон Виллу» за 2,5 млн фунтов. В «Астон Вилле» Саутгейт был переведён в защиту. В первый же год стал обладателем Кубка Лиги (в финале был повержен «Лидс Юнайтед» со счётом 3:0). В чемпионате высшим достижением было 4-е место в том же сезоне 1995/96. С 1997 года был капитаном «Астон Виллы». В 2001 году Саутгейт выразил желание покинуть команду и перейти на более высокий уровень.

### «Мидлсбро» (2001—2006)
Однако в итоге Саутгейт заключил контракт с середняком премьер-лиги «Мидлсбро». С 2002 года после ухода из команды Пола Инса стал капитаном уже в третьей команде за карьеру. В 2004 году вновь стал обладателем Кубка Лиги (в финале был обыгран «Болтон» со счётом 2:1). Последний матч за «Мидлсбро» провёл в финале Кубка УЕФА 10 мая 2006 года, проигранном «Севилье» с разгромным счётом 0:4.

## Карьера в сборной
Первый свой матч за сборную Гарет Саутгейт провёл в декабре 1995 года против сборной Португалии. Был включён в состав сборной на домашний Евро-1996. В полуфинальном матче со сборной Германии допустил промах, исполняя решающий пенальти, чем на некоторое время настроил против себя английских болельщиков. В дальнейшем Саутгейт сыграл на чемпионате мира 1998 (3 игры) и Евро-2000 (1 игру). В 2002 году Саутгейт был включен в заявку на чемпионат мира в Японии и Корее, но на поле ни разу не выходил. Гарет рассматривался в качестве кандидата на поездку на Евро-2004, но выбыл из списка из-за травмы колена.

## Тренерская карьера

### «Мидлсбро» (2006—2009)
В 2006 году после перехода прежнего тренера Стива Макларена на должность наставника сборной Англии Саутгейт стал главным тренером «Мидлсбро». Однако на этой должности каких-либо серьёзных результатов он не достиг. 20 октября 2009 года, вскоре после победы со счётом 2:0 над «Дерби Каунти», Саутгейт был уволен с должности тренера «Мидлсбро», на тот момент команда занимала четвёртое место в чемпионате. Увольнение вызвало споры, так как команда под его управлением имела отставание от лидера всего в одно очко, но Гибсон сказал, что он принял решение за несколько недель до этого в интересах клуба.

### Сборная Англии (с 2013 года)
В 2013 году Саутгейт вернулся к тренерской работе, возглавив молодёжную сборную Англии, с которой сумел квалифицироваться на молодёжный Евро-2015, где англичане не смогли преодолеть групповой этап.
В сентябре 2016 года, после отставки главного тренера сборной Англии Сэма Эллардайса, Саутгейт был назначен исполняющим обязанности главного тренера, а вскоре утверждён в должности. Под руководством Саутгейта англичане успешно преодолели квалификацию на чемпионат мира в России, где впервые за 28 лет дошли до полуфинала.
В декабре 2018 года Саутгейт был признан Английской Футбольной Ассоциацией тренером года.
В 2019 году Саутгейт вывел Англию на третье место в первом розыгрыше Лиги наций УЕФА. Они сделали это после того, как финишировали на вершине группы, состоящей из Испании и Хорватии. Их победа со счётом 3-2 на выезде над испанцами была первой победой в Испании за 31 год. В полуфинале сборная Англии уступила Нидерландам 3-1, но затем обыграла Швейцарию 6-5 в серии пенальти после того, как матч закончился без голов. Это было первое третье место Англии в крупном международном турнире после Евро 1996 года.
В октябре 2020 года Саутгейт подтвердил, что заразился коронавирусом и на некоторое время изолировался дома в Северном Йоркшире. Этот случай вызвал большой скандал в СМИ, поскольку ранее тренер встречался с журналистами на мероприятии GQ Heroes, но ни футбольная ассоциация Англии, ни сам тренер не уведомили никого из присутствующих на событии о положительном результате теста Саутгейта.
Матч против Чехии, прошедший 22 июня 2021 года в рамках чемпионата Европы по футболу, стал для Саутгейта 57-м в его карьере тренера (столько же он отыграл и за сборную), причём Саутгейт стал единственным в английском футболе человеком, который провёл более 50 игр за сборную Англии и как игрок, и как тренер.
16 июля 2024 года Саутгейт покинул пост главного тренера сборной Англии.

## Личная жизнь
Родился в Уотфорде в 1970 году. Посещал младшую школу Паунд-Хилл и школу Хейзелвик в Кроули, Западный Сассекс. Он женился на Элисон Берд в июле 1997 года в церкви Святого Николая в Уорте; у пары двое детей.
За заслуги перед английским футболом в канун Нового 2019 года Саутгейт был награждён Орденом Британской империи.
В апреле 2020 года во время пандемии COVID-19 Саутгейт согласился снизить зарплату на 30%.

## Достижения

### В качестве игрока
«Кристал Пэлас»
- Победитель Первого дивизиона: 1993/94

«Астон Вилла»
- Обладатель Кубка Футбольной лиги: 1995/96

«Мидлсбро»
- Обладатель Кубка Футбольной лиги: 2003/04

Сборная Англии
- Бронзовый призёр чемпионата Европы: 1996

### В качестве тренера
Сборная Англии (до 21 года)
- Победитель турнира в Тулоне: 2016

Сборная Англии
- Серебряный призёр чемпионата Европы (2): 2020, 2024

### Личные достижения
- Игрок месяца английской Премьер-лиги: январь 2000
- Обладатель награды АФЖ за заслуги перед футболом: 2019

## Статистика выступлений

### Игровая статистика
| Выступление      | Выступление      | Выступление      | Чемпионат | Чемпионат | Кубки | Кубки | Еврокубки | Еврокубки | Прочие | Прочие | Итого | Итого |
| Клуб             | Лига             | Сезон            | Игры      | Голы      | Игры  | Голы  | Игры      | Голы      | Игры   | Голы   | Игры  | Голы  |
| ---------------- | ---------------- | ---------------- | --------- | --------- | ----- | ----- | --------- | --------- | ------ | ------ | ----- | ----- |
| Кристал Пэлас    | Первый дивизион  | 1990/91          | 1         | 0         | 1     | 0     | 0         | 0         | 1      | 0      | 3     | 0     |
| Кристал Пэлас    | Первый дивизион  | 1991/92          | 30        | 0         | 6     | 0     | 0         | 0         | 3      | 0      | 39    | 0     |
| Кристал Пэлас    | Премьер-лига     | 1992/93          | 33        | 3         | 6     | 2     | 0         | 0         | 0      | 0      | 39    | 5     |
| Кристал Пэлас    | Первый дивизион  | 1993/94          | 46        | 9         | 5     | 3     | 2         | 0         | 0      | 0      | 53    | 12    |
| Кристал Пэлас    | Премьер-лига     | 1994/95          | 42        | 3         | 15    | 2     | 0         | 0         | 0      | 0      | 57    | 5     |
| Кристал Пэлас    | Итого            | Итого            | 152       | 15        | 33    | 7     | 2         | 0         | 4      | 0      | 191   | 22    |
| Астон Вилла      | Премьер-лига     | 1995/96          | 31        | 1         | 12    | 1     | 0         | 0         | 0      | 0      | 43    | 2     |
| Астон Вилла      | Премьер-лига     | 1996/97          | 28        | 1         | 4     | 0     | 2         | 0         | 0      | 0      | 34    | 1     |
| Астон Вилла      | Премьер-лига     | 1997/98          | 32        | 0         | 4     | 0     | 7         | 0         | 0      | 0      | 43    | 0     |
| Астон Вилла      | Премьер-лига     | 1998/99          | 38        | 1         | 2     | 0     | 4         | 0         | 0      | 0      | 44    | 1     |
| Астон Вилла      | Премьер-лига     | 1999/00          | 31        | 2         | 12    | 1     | 0         | 0         | 0      | 0      | 43    | 3     |
| Астон Вилла      | Премьер-лига     | 2000/01          | 31        | 2         | 3     | 0     | 2         | 0         | 0      | 0      | 36    | 2     |
| Астон Вилла      | Итого            | Итого            | 191       | 7         | 37    | 2     | 15        | 0         | 0      | 0      | 243   | 9     |
| Мидлсбро         | Премьер-лига     | 2001/02          | 37        | 1         | 7     | 0     | 0         | 0         | 0      | 0      | 44    | 1     |
| Мидлсбро         | Премьер-лига     | 2002/03          | 36        | 2         | 1     | 0     | 0         | 0         | 0      | 0      | 37    | 2     |
| Мидлсбро         | Премьер-лига     | 2003/04          | 27        | 1         | 7     | 0     | 0         | 0         | 0      | 0      | 34    | 1     |
| Мидлсбро         | Премьер-лига     | 2004/05          | 36        | 0         | 1     | 0     | 10        | 0         | 0      | 0      | 47    | 0     |
| Мидлсбро         | Премьер-лига     | 2005/06          | 24        | 0         | 9     | 0     | 9         | 0         | 0      | 0      | 42    | 0     |
| Мидлсбро         | Итого            | Итого            | 160       | 4         | 25    | 0     | 19        | 0         | 0      | 0      | 204   | 4     |
| Всего за карьеру | Всего за карьеру | Всего за карьеру | 503       | 26        | 95    | 9     | 36        | 0         | 4      | 0      | 638   | 35    |

### Тренерская статистика
Приведённые данные актуальны по состоянию на 16 июля 2024 года
| Команда                     | Начало работы    | Завершение работы | Показатели | Показатели | Показатели | Показатели | Показатели |
| Команда                     | Начало работы    | Завершение работы | И          | В          | Н          | П          | % побед    |
| --------------------------- | ---------------- | ----------------- | ---------- | ---------- | ---------- | ---------- | ---------- |
| Мидлсбро                    | 7 июня 2006      | 21 октября 2009   | 151        | 45         | 43         | 63         | 029,80     |
| Сборная Англии (до 21 года) | 22 августа 2013  | 27 сентября 2016  | 37         | 27         | 5          | 5          | 072,97     |
| Сборная Англии              | 27 сентября 2016 | 16 июля 2024      | 102        | 61         | 24         | 17         | 059,80     |
| Итого                       | Итого            | Итого             | 290        | 133        | 72         | 85         | 045,86     |

## В культуре

### Театр
Театр Принц Эдуард, Dear England. Роль исполнил Джозеф Файнс.

### В музыке
- The Business, альбом Hardcore Hooligan (2003), композиция — Southgate (Euro 96).